# ازدواج در ژاپن

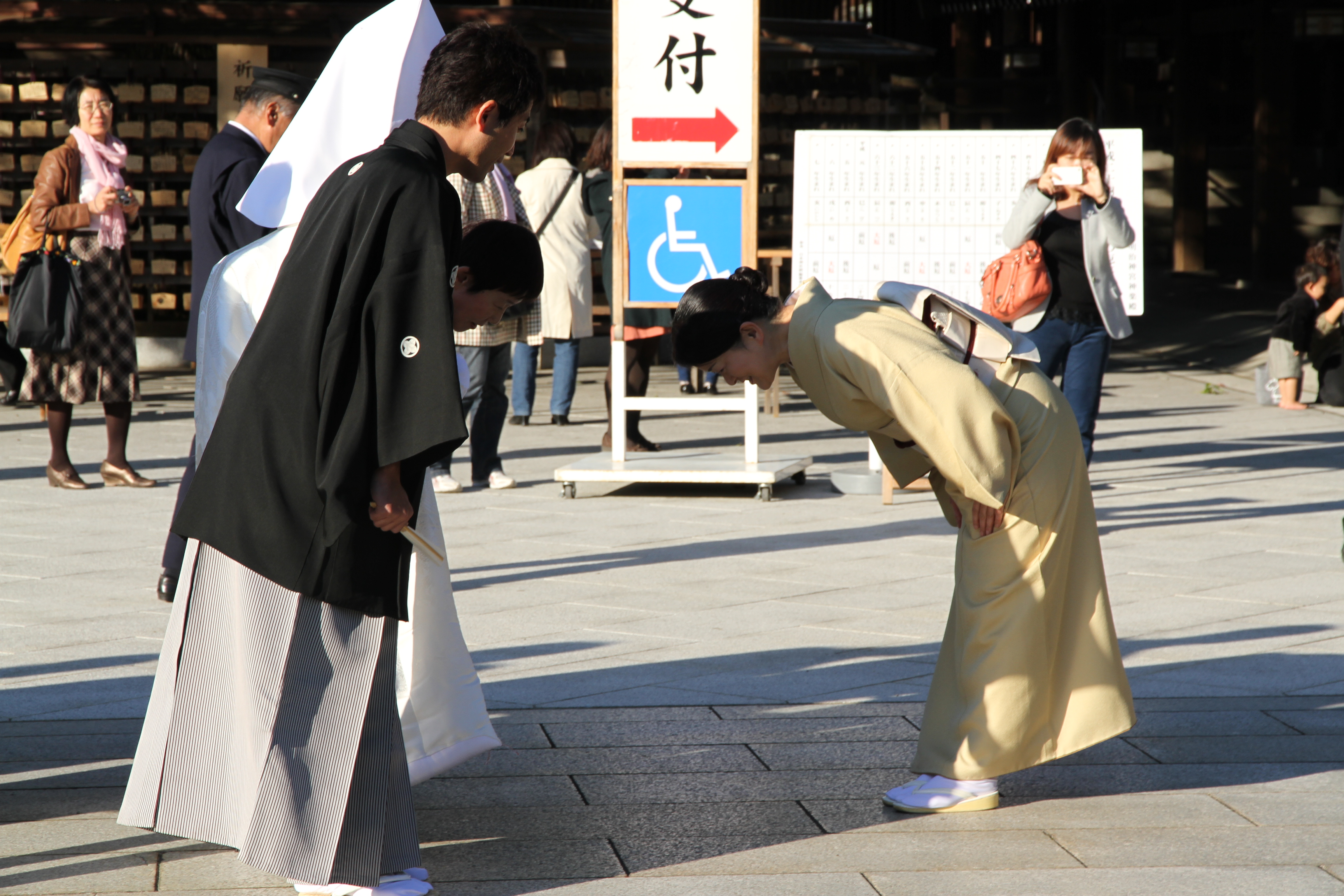
رسم تعظیم کردن عروس و داماد در مراسم ازدواج کشور ژاپن

ازدواج در ژاپن یک اصل حقوقی و اجتماعی در ایه (نظام خانوادگی ژاپن) است. زوجین پس از تغییر وضعیت در برگه‌های ثبت‌نام خانوادگی خود، بدون نیاز به مراسمی، از نظر قانونی ازدواج می‌کنند. بیشتر عروسی‌ها یا طبق سنت‌های شینتو برگزار می‌شوند یا در کلیساها طبق سنت ازدواج مسیحی برگزار می‌شوند.

## ازدواج کمتر

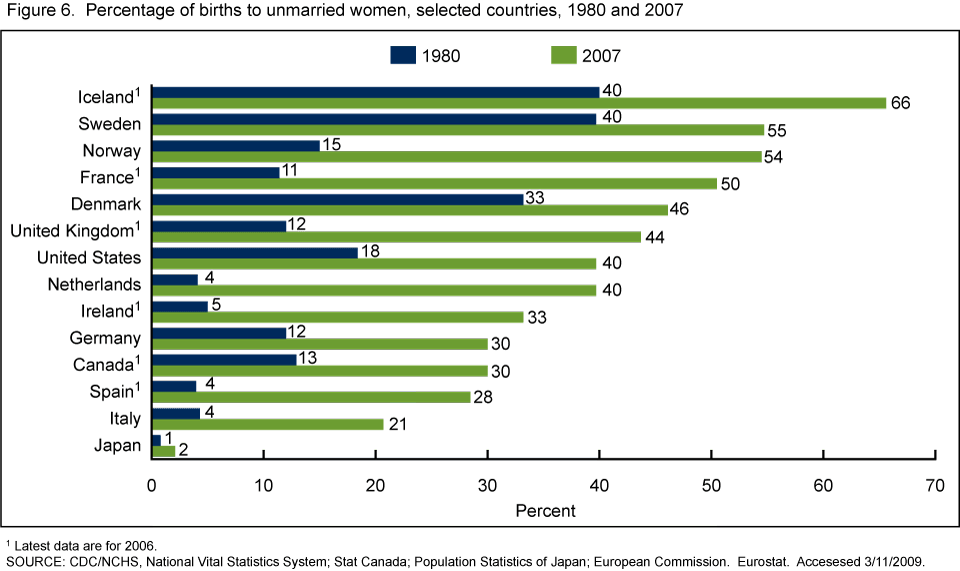
نسبت فرزندآوری بدون ازدواج بین کشورها

تقریباً ۹۰٪ ژاپنی‌های مجرد قصد ازدواج دارند، و با این وجود درصدی از این افراد این خواست خود را ادامه نمی‌دهند. بین سالهای ۱۹۹۰ و ۲۰۱۰، درصد افراد ۵۰ ساله‌ای که هرگز ازدواج نکرده بودند تقریباً برای مردان ۴/۴ برابر و به ۲۰/۱ درصد و در زنان با ۶/۱۰ درصد دو برابر شده‌است. وزارت بهداشت، کار و رفاه پیش‌بینی کرده‌است که این تعداد تا سال ۲۰۳۵ به ۲۹٪ از مردان و ۲/۱۹٪ از زنان برسد. موسسه جمعیتی دولت در سال ۲۰۱۴ تخمین زده‌است که زنان در اوایل ۲۰ سالگی یک نفر از چهار نفر هرگز شانس ازدواج ندارند، و دو زن از پنج زن بی‌فرزند خواهند ماند.